# Park Ji-sung
Park Ji-sung (Seul, 25. veljače 1981.) je južnokorejski umirovljeni nogometaš. Prvi je Azijac koji je postigao pogodak u Ligi prvaka, te prvi koji ju je osvojio (2008. godine s Manchester Unitedom).   
Ji-Sung Park igra i za južnokorejsku nogometnu reprezentaciju, čiji je bio član na svjetskom prvenstvu 2002. godine, gdje je Južna Koreja poražena u utakmici za brončanu medalju od Turske.  
Nakon svjetskog prvenstva, dotadašnji trener južnokorejske reprezentacije Guus Hiddink postaje trener PSV-a, te sa sobom dovodi i Parka. Dvije sezone kasnije prešao je u Manchester United za 4 milijuna funti.

## Naslovi
Kyoto Purple Sanga
- J. League 2. divizija
  - Prvak (1): 2001.
- Kup cara
  - Pobjednik (1): 2002.

 PSV Eindhoven
- Eredivisie
- Prvak (1): 2004./05.
  - Doprvak (1): 2003./04.
- KNVB kup
  - Pobjednik (1): 2004./05.

 Manchester United
- FA Premier liga
- Prvak (3): 2006./07., 2007./08., 2008/09.
  - Doprvak (1): 2005-06.
- Engleski Liga kup
  - Pobjednik (2): 2006., 2009.
- FA Community Shield
  - Pobjednik (2): 2007., 2008.
- UEFA Liga prvaka
  - Pobjednik (1): 2008.
- FIFA Svjetsko klupsko prvenstvo
  - Pobjednik (1): 2008.

 Južna Koreja
- Svjetsko nogometno prvenstvo
  - Četvrto mjesto: 2002.

## Vanjske poveznice
- Profil na UEFA.com  Arhivirana inačica izvorne stranice od 1. studenoga 2008. (Wayback Machine)